# Está Loco
Está Loco was een Belgische band die flamencopop speelt. De band werd opgericht door New Beat-pionier Rembert De Smet nadat zijn vorige band Twee Belgen was ontbonden.
In 1994 verscheen het eerste album A Fuego Lento, dat min of meer een eenmansproject was. De singles Caminante en Llorar werden radiohits, en Llorar werd opgenomen op de Belpop-verzamelalbums. Het tweede album Cerca de Ti uit 1999 werd opgenomen met een zevenkoppige band, en bevatte een bewerkte Spaanstalige versie van de Twee Belgen-hit Lena. Na een lange stilte verscheen in 2010 het laatste album Enamorado anónimo.
De Smet overleed in 2017 aan kanker.

## Discografie
- A Fuego Lento (CNR, 1994)
- Cerca de Ti (CNR, 1999)
- Enamorado anónimo (2010)